# Asser Fagerström
Asser Fagerström (Helsinki, 27 de julio de 1912-ibid., 6 de octubre de 1990) fue un músico, compositor y periodista finlandés. 

## Biografía
Nacido en Helsinki, Finlandia, como músico fue instrumentista de piano y acordeón, además de compositor, arreglista y director de orquesta.
En su faceta de periodista, entre 1958 y 1961 editó y publicó la revista Iskelmämusiikki.
En 1958 Fagerström encargó a Antero Alpola organizar una orquesta que interpretara música de baile para el programa radiofónico Kankkulan kaivolla, naciendo así una formación llamada Pumppu-Veikot, que bajo la dirección de Kullervo Linna hizo grabaciones con otro nombre, Humppa-Veikot. Sin embargo, poco después de su debut Fagerström dejó la orquesta. 
Fagerström grabó algunos discos con su propio nombre, pero no se lanzaron hasta la década de 1970, siendo el primero de ellos Asser ystävineen (1975). En sus últimos años tocaba el piano como entretenimiento los fines de semana en un café de Hämeenlinna. A lo largo de su carrera musical tocó con las orquestas The Saxophon Jazz Band (piano y acordeón, entre 1928 y 1930), Ramblers (piano y acordeón, a partir de 1931), Dallapé (piano y acordeón, 1935-1936, y a partir de 1960), Orquesta de Fred Kiiaksen (piano y acordeón), Rion tanssiorkesteri (piano y acordeón).
Asser Fagerström falleció en Helsinki en el año 1990.

## Discografía
- 1975: Asser ystävineen (LP)
- 1979: Romantiikkaa ja rytmiä (LP)
- 1981: Frankin Can-Can/Rajasalon Stomp
- 1981: 50-vuotis taiteilijajuhla (LP)
- 1985: Pirtua, pirtua (LP)
- 1987: Hottia hatusta (LP)